# صالح عصاد
صالح عصاد (13 مارس 1958) في الأربعاء نايث إيراثن بولاية تيزي وزو، ينحدر من عرش آيث إيراثن، هو لاعب كرة قدم سابق جزائري.
لعب 98 مقابلة مع الفريق الوطني الجزائري، كما لعب أيضاً مع عدة أندية مثل رائد القبة، نادي ميلوز الفرنسي وباريس سان جيرمان الفرنسي. عصاد هو صاحب الثنائية في كأس العالم وكانت ضد الشيلي في عام 1982. تلقي عرض احترافي من فرنسا بعد مونديال عام 1982 من نادي ميلوز
وكانت فرصة عصاد لتفجير طاقته ولعب فيه موسمين قبل أن ينتقل إلى نادي باريس سان جيرمان ولعب معه موسم واحد ثم عاد مرة أخرى إلى نادي ميلوز وأصبح النجم بدون منازع في النادي الالزاسي آنذاك. وفي نهاية مشواره عاد عصاد إلى نقطة البداية وأكمل مشواره الرياضي في نادي رائد القبة.
وعند اعتزاله لم يبتعد صالح عن الكرة وشغل لفترة من الزمن مدير فني لنادي رائد القبة.

## إنجازات

### شخصية
- هو أحسن جناح أيسر في كأس العالم 1982 بإسبانيا
- رقم 1 في إستفتاء أحسن رياضي إفريقي عام 1982
- أفضل لاعب إفريقي عام 1982
- أول أفضل رياضي جزائري عام 1983

### مع النوادي
- كأس الجمهورية للأشبال 1975 مع رائد القبة
- بطل الجزائر 1981 مع رائد القبة

### مع منتخبالجزائر
- حصل الميدالية الذهبية في دورة الألعاب الأفريقية 1978 بالجزائر العاصمة
- والميدالية البرونزية في دورة ألعاب البحر المتوسط بسبليت 1979
- وهو وصيف بطل كأس أمم إفريقيا 1980 بنيجيريا
- شاركة في دورة الألعاب الأولمبية بموسكو 1980 (الدور ربع النهائي)
- شاركة في كأس العالم مرتين في 1982 بإسبانيا و1986 بالمكسيك

## وصلات خارجية
- صالح عصاد على موقع الاتحاد الدولي (مؤرشف)  (الإنجليزية)
- صالح عصاد على موقع قاعدة بيانات كرة القدم.إي يو (الإنجليزية)
- صالح عصاد على موقع ليكيب (الفرنسية)
- صالح عصاد على موقع ناشيونال فوتبول تيمز (الإنجليزية)
- صالح عصاد على موقع أوليمبيديا (الإنجليزية)

- الإحصائيات الدولية لصالح عصاد (الموقع الرسمي للفيفا)
- صاحب الغراف الأشقر صالح عصاد للخبر - صحيفة الخبر